# 密着閉包
数学の可換環論における密着閉包（みっちゃくへいほう、英: tight closure）とは、正標数の環のイデアルに対して定義されるある操作である。メルビン・ホッシュターとクレイグ・ハネクによって考案された。
{\displaystyle R} を可換なネーター環で標数 {\displaystyle p>0} の体（したがって {\displaystyle p} は素数）を含むものとする。
{\displaystyle I} を {\displaystyle R} のイデアルとする。
{\displaystyle I} の密着閉包 {\displaystyle I^{*}} とは、{\displaystyle I} を含む {\displaystyle R} のイデアルで次のように定義されるものである。
{\displaystyle z\in I^{*}} であるのは、{\displaystyle R} のどの極小素因子にも含まれないある {\displaystyle c\in R} が存在して、全ての {\displaystyle e\gg 0} に対して {\displaystyle cz^{p^{e}}\in I^{[p^{e}]}} が成り立つとき、かつそのときに限る。{\displaystyle R} が被約環のときは、全ての {\displaystyle e>0} に対して、としてもよい。
ここで
{\displaystyle I^{[p^{e}]}}
は
{\displaystyle I} の元の
{\displaystyle p^{e}}ベキで生成される
{\displaystyle R}
のイデアルで、{\displaystyle I} の
{\displaystyle e} 次フロベニウス冪という。
{\displaystyle I=I^{*}} が成り立つとき、このイデアルは密着的閉（tightly closed）という。
全てのイデアルが密着的閉である環は弱 {\displaystyle F} 正則（weakly {\displaystyle F}-regular, フロベニウス正則の意）という。また、環の任意の局所化が弱 {\displaystyle F} 正則であるとき {\displaystyle F} 正則という。
かつては密着閉包の操作と局所化が交換可能かどうかが大きな未解決問題だったが、Brenner & Monsky (2010) が反例を見つけた。しかし、全ての弱 {\displaystyle F} 正則環が {\displaystyle F} 正則かどうか、つまり環の全てのイデアルが密着的閉ならばその環の任意の局所化の任意のイデアルもまた密着的閉かどうか、という問題はまだ未解決である。